# Apomixis
Az apomixis vagy apogámia kifejezés azt a folyamatot takarja, amikor egy növény fertilis (termékeny) magvakat hoz létre a saját testi sejtjeiből. A zárvatermőknél agamospermia a neve. Megkülönböztetünk sporofitikus és gametofitikus magképzéseket, aszerint, hogy a növény szomatikus vagy germinatív sejtből képezi-e a magot.
A magkezdemény részei (melyekből a növény gazdálkodik): az integumentum (külső védőréteg) és a nucellusz (tápláló parenchima). A mag létrehozandó részei: a maghéj, az endospermium és az embrió.

## Gametofitikus magképzés
A maghéj adott, az integumentumból fog keletkezni.
A magkezdemény nucellusza első lépésben létrehozza az embriózsákot. Ennek két lehetséges útja van:
- Diplospória: a makrospóra (embriózsák-anyasejt) osztódással alakítja ki az embriózsákot
- Apospória: a nucellusz egy szomatikus sejtje osztódik embriózsákká.

Diplospória esetén az endospermium autonóm képződéssel kerül a magba, az embriót pedig az embriózsák petesejtje hozza létre (ezt nevezzük partenogenezisnek). Pl. mocsári perje (Poa palustris) pázsitfűfélék (Poaceae) családjából.
Apospória esetén a nucellusz egyik kiemelt szomatikus sejtjéből létrejövő embriózsák egyik sejtje alakítja ki az embriót (apogamétia), az endospremium pedig pszeudogámiával keletkezik az embriózsákból. Pl. közönséges napraforgó (Helianthus annuus) az őszirózsafélék (Asteraceae) családjából.

## Sporofitikus magképzés
A maghéj itt is az integumentum lesz. A különbség az előző kettőtől főleg abban mutatkozik, hogy a növény nem alakít ki embriózsákot. Az endospermium közvetlenül a nucelluszból alakul ki, az embriót pedig a nucellusz egyik kiemelt szomatikus sejtje hozza létre (adventív embrióképzés) Pl. Citraceae (citrusfélék) családja